# Sklad věcí pro pěstouny
Projekt skladů věcí pro pěstouny pomáhá pěstounům, pěstounům na přechodnou dobu a případně i matkám a otcům samoživitelům v hmotné nouzi. Ve skladu pěstouni získají zdarma potřebné vybavení k péči o svěřené děti v co nejkratším čase po svěření dítěte do pěstounské péče, neboť děti různého věku v krizové situaci přebírají pěstouni do péče v řádu hodin po informaci z příslušného úřadu.

## Princip fungování projektu
Sklad je prostor, který slouží k dočasnému uskladnění věcí pro děti a mladistvé, jež skladu věnují zdarma rodiče, kteří tyto předměty již pro své děti nepotřebují. Zpravidla se jedná o kočárky, dětské oblečení, dětský nábytek, hry a hračky, školní potřeby, oblečení a nábytek teenagery. Pěstouni, případně samoživitelé v hmotné nouzi, si ve skladu zdarma (nebo za minimální úplatu) vyberou věci, které aktuálně nemají, ale potřebují je k péči o svěřené dítě.

## Seznam skladů
- Sklad věcí pro pěstouny – Praha 11 - rovněž poskytuje potravinovou pomoc z Potravinové banky lidem v hmotné nouzi, seniorům v hmotné nouzi, lidem doporučeným OSPODem
- Sklad pro pěstouňata Horka nad Moravou
- Sklad dětských věcí pro pěstouny – Středočeský kraj a Praha - Okrouhlice u Benešova - pomáhá i adoptivním rodinám a rodinám v nouzi i matkám samoživitelkám
- Pěstounský sklad Hvězda – Praha-západ - Horoměřice - pomáhá i matkám v azylových domech a sociálně slabým rodinám
- Sklad věcí pro pěstouny – Pardubice
- Sklad věcí pro pěstouny Sluníčko – Liberecký kraj
- Pěstounům s láskou – Jižní Čechy
- Sklad dětských věcí pro pěstouny Stavěšice u Kyjova – Jihomoravský kraj
- Sklad dětských věcí pro pěstouny – Zlínský kraj
- Sklad dětských věcí pro pěstouny Opava a okolí
- Dubánek, sklad dětských věcí pro pěstouny – Krnovsko a okolí - v  obci Dubnice u Lichnova
- Skládek pro pěstouny U Kačenek – ve Škrdlovicích (u Žďáru nad Sázavou) pro pěstouny z Vysočiny - pomáhá i matkám a dětem z azylových domů, rodičům v hmotné nouzi
- Sklad věcí pro pěstouny pro Královéhradecký kraj  v Sadové u Hradce Králové
- Sklad věcí pro pěstouny "U nás" - Slavonice

## Různé
- Tento projekt přispívá k ekologické udržitelnosti.
- Podporuje solidaritu mezi lidmi.
- Projekt využívá sociální sítě, sklady mají své facebookové stránky.